# Asimov (krater)
Asimov är en nedslagskrater på planeten Mars namngiven efter den rysk-amerikanske författaren Isaac Asimov.
Kratern har en diameter på ungefär 80 km.